# 鹿頸碼頭
鹿頸碼頭（英語：Luk Keng Pier）是香港新界大嶼山陰澳鹿頸村內的公眾碼頭。為方便鄉民出入香港市區，該處有一條街渡，來往這碼頭至對岸的荃灣青龍頭（現已停辦）。它是在港鐵欣澳站出現前，唯一返往陰澳至市區的公共交通工具。由於陰澳鄉民過去長期依靠青龍頭出入市區，所以大嶼山東北部一直歸屬於荃灣區，而不是離島區。

## 其他
- 陰澳
- 鹿頸 (陰澳)